# (1480) Aunus
(1480) Aunus ist ein Asteroid des Hauptgürtels, der am 18. Februar 1938 von dem finnischen Astronomen Yrjö Väisälä in Turku entdeckt wurde.
Der Name des Asteroiden ist von einem Enkel des Entdeckers abgeleitet, gleichermaßen aber auch von der finnischen Region Olonets.